# 国海证券
国海证券股份有限公司（深交所：000750），简称国海证券，前身是1988年7月在广西自治区南宁市成立的广西证券公司。2001年，增资扩股并更名为国海证券有限责任公司。2011年8月，完成股份制改造后更名为国海证券股份有限公司，并借壳桂林集琦药业股份有限公司在深圳证券交易所主板上市，成为中国大陆第16家上市证券公司，也是广西唯一一家本土上市金融机构，是「深证100指数」、「沪深300指数」和「深证成份指数」等指数的成份股。在证监会公布的2016年证券公司分类结果中，国海证券被评为BBB级。国海证券是广西流通市值最大上市公司，也是广西唯一入选「深证100指数」的上市公司。
2021年7月24日，中国证券监督管理委员会发布《2021年证券公司分类结果》，其中国海证券被评为BBB级，较2020年的BB级有所上升。

## 所获奖项
2013年11月，国海证券研究所第十一届新财富最佳分析师获得“最具潜力研究机构”奖项。
2016年7月，国海证券董事会秘书刘峻获得“新财富第十二届金牌董秘”称号。

## 违规违法纪录

### 齐国旗案件
2014年11月4日晚间国海证券发布公告，公司总裁齐国旗于11月3日被批准逮捕，副总裁陈列江协助调查。据媒体报道，齐国旗是因曾向国家发改委财金司前任司长张东生提供了价值2.7万的免费机票而被发现犯罪线索而案发。

### 债券代持风险事件
2016年12月13日，华龙证券约5亿元政策性金融债违约，次日国海证券代持案爆发，市场传出国海证券涉事员工失联。国海证券初步调查发现资产管理分公司原副总经理张杨及员工郭亮伪造公章以国海证券公司的名义签订协议。案件至少涉及24家金融机构，共涉及21个券种、总规模达208.5亿元的债券；其中，有协议的交易达165亿元。该事件涉及金额巨大、波及面广，给债券市场造成严重不良影响。12月15日，国海证券召开协调会，涉事的信达证券、中信建投、民生证券、国融证券、西藏信托、国金证券、华福证券、联讯证券、广发证券、华创证券、浙商证券、南昌农商行、五矿证券、华林证券、联储证券、东吴证券、开源证券、新疆汇合银行、东北证券、长春发展银行、湘财证券、财富证券等22家机构参会。12月20日，中国证券业协会连夜召集几十家涉事机构商讨解决方案，证监会副主席李超亲临现场主持协调。2017年1月20日，国海证券发布公告称，与涉事机构达成统一处置方案，将承担的债券面值167.8亿元全部按成本计入“持有至到期投资”核算。
事发后，证监会派员对国海证券进行了现场检查，发现国海证券存在内部管理混乱、合规风控失效、资产管理业务运作违规、违规假冒公司名义对外开展债券代持交易、违规为客户与他人之间提供融资中介服务、IPO保荐项目的核查不充分等六方面违规问题。
2017年5月19日，中国证监会公布对国海证券公司的处罚决定，对国海证券采取暂停资管产品备案一年、暂停新开证券账户一年及暂不受理债券承销业务有关文件一年的行政监管措施，并责令公司在一年内限期改正，并增加内部合规检查次数。此外，证监会对国海证券相关人员做出监管处罚。同日，为应对证监会处罚的负面影响，国海证券大股东广西投资集团宣布在12个月内将增持总计不超过4%的国海证券股份。

## 逸闻
2017年5月19日，在中国证监会发布处罚决定时，香港万得通讯社将“国海证券”误报为“渤海证券”，大量媒体转发此消息。事后，渤海证券发表声明进行澄清。万得通讯社发表了致歉声明。